# Pauluskerk (Lisse)
De Pauluskerk  is een protestantse kerk in de Zuid-Hollandse plaats Lisse, gelegen aan Ruishornlaan 33.
De kerk werd als hervormd kerkgebouw gebouwd in 1972. Het kerkgebouw betreft een modern en functionalistisch bakstenen gebouw met een rechthoekige plattegrond. Op het platte dak bevindt zich een open klokkentoren. Het orgel werd in 1974 gebouwd door de firma Van Vulpen
Anno 2021 is de kerk nog in gebruik door de hervormde wijkgemeente Oost. De PKN-kerk in Lisse kende nog lang een scheiding tussen de hervormde en de gereformeerde gemeente, met respectievelijk twee gebouwen en één gebouw. Pas op 1 januari 2020 vond een formele fusie plaats tussen hervormden en gereformeerden. Besprekingen zijn gaande (2021) over het onttrekken aan de eredienst van twee van de drie in gebruik zijnde gebouwen. 